# 索科利亞 (布斯克區)
50°4′5″N 24°29′29″E / 50.06806°N 24.49139°E
索科利亞（烏克蘭語：Соколя），是烏克蘭西部的村莊，隸屬利維夫州的佐洛奇夫區。該村面積3.11平方公里，海拔高度219米，2001年人口693，人口密度每平方公里222.97人。